# Chelmsford
Chelmsford város Angliában, a 13. század eleje óta Essex megye székhelye. 50 km-re északkeletre fekszik London központjától. Essex megyének nagyjából a közepén található.
A chelmsfordi katedrális, mely a második legkisebb katedrális Angliában, a 15-16. században épült.